# Szovremennyik

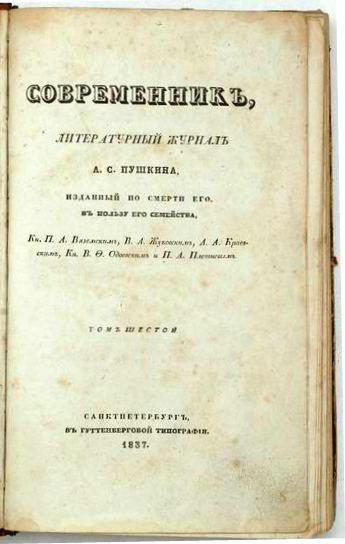
Szovremennyik (Современник) előlap, 1837

A Szovremennyik orosz irodalmi folyóirat volt a 19. században. A cím jelentése magyarul: Kortárs. 1836–1866 között adták ki Szentpéterváron, a lapot Alekszandr Szergejevics Puskin alapította.

## 1836–1847
Puskin nagy lendülettel látott a folyóirat elindításához, mely kezdetben évente csak négy alkalommal jelent meg.  Az első négy kötetet maga szerkesztette és részben műveivel töltötte meg. Versein kívül itt jelent meg regénye is, A kapitány lánya.
Puskin halála (1837) után Pjotr Pletnyov, a szentpétervári egyetem az  irodalom professzora állt a magazin élén (1838–1846). Bár 1843-tól a folyóirat már havonta jelentkezett, a szerzők és az előfizetők is egyre fogytak. Ebben az időszakban a lap szerzője volt többek között:
- Jevgenyij Baratinszkij (1800–1844)
- Herzen (1847-ben emigrált)
- Kolcov (1809–1842)
- Vjazemszkij herceg (1792–1878)
- Zsukovszkij (1783–1852)

## 1847–1866
1847-ben Pletnyovtól a kiadás jogát Nyekraszov és I. I. Panajev vette át, akik tulajdonképpen újraindították Puskin egykori lapját. Sikerült a legjobb szerzőket megnyerniük a közreműködéshez, és a folyóirat hamarosan az orosz újságírás vezető orgánuma lett. 1847-ben állandó munkatárs lett az Otyecsesztvennije Zapiszki szerkesztőségéből kivált híres kritikus, Belinszkij, de betegsége akadályozta a munkában. Az év folyamán fél évig külföldi gyógykezelésen volt és hazatérése után, 1848 májusában meghalt.

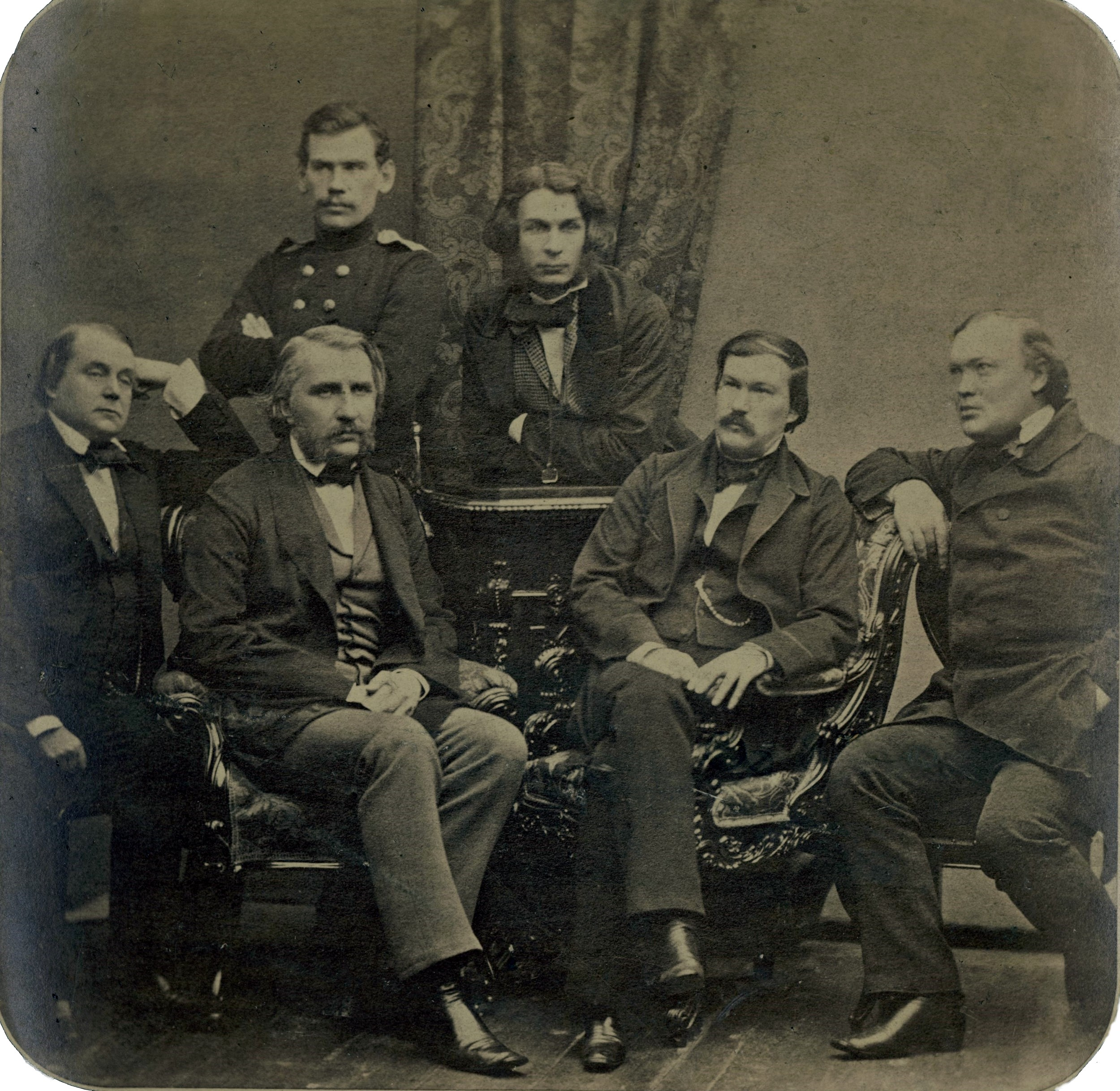
A Szovremennyik munkatársai: Fenn: Lev Tolsztoj, D. V. Grigorovics; lenn: I. A. Goncsarov, I. Sz. Turgenyev, A. V. Druzsinyin, A. N. Osztrovszkij. 1856. febr.

1854-ben csatlakozott a szerkesztőséghez és hamarosan átvette az irányítást Csernisevszkij. Kritikai, irodalomtörténeti munkái után érdeklődése a politikai gazdaságtan felé fordult, és a kritikát átvette tőle a fiatal Dobroljubov, aki az egyetem befejezése után, 1857-ben állandó munkatárs lett és 1858-tól Nyekraszovval együtt a Szvisztok című szatirikus mellékletet is szerkesztette. Kritikája, illetve tanulmánya Goncsarov Oblomov és Turgenyev A küszöbön című regényéről, Osztrovszkij A vihar című drámájáról élénk visszhangot keltettek.
A radikalizálódó irányvonal azonban ellentéteket szült a szerkesztőségben, és a szerzők közül 1859-1860-ban szakított a lappal Tolsztoj, Turgenyev, Grigorovics és mások. Dobroljubov 1860 tavaszától több mint egy évig  külföldön gyógykezeltette magát és hazatérése után, novemberben meghalt. 1862. májusban a lapot a hatóság nyolc hónapra bezáratta, egy hónappal később letartóztatták Csernisevszkijt. 1863-ban Nyekraszov nagy kompromisszumok árán egymaga folytatta tovább a szerkesztői munkát. 1866-ban a II. Sándor cár elleni merényletkísérlet után az éles társadalomkritikát gyakorló lapot a hatóságok betiltották. 
Híres munkatársak és megjelent műveik, többek között:
- Ivan Alekszandrovics Goncsarov – Hétköznapi történet című regénye (1847)
- Alekszandr Nyikolajevics Osztrovszkij számos színdarabja
- Lev Nyikolajevics Tolsztoj – a még pályája elején álló író önéletrajzi trilógiájának első része: Gyermekkor (1852); Szevasztopoli elbeszélések (1854, 1856)
- Ivan Szergejevics Turgenyev – az Egy vadász feljegyzéseinek első darabjai; Rugyin és Nemesi fészek című regénye
- Szaltikov-Scsedrin cikkek, recenziók
- Tyutcsev, Afanaszij Fet, Nyekraszov versei.
- Csernisevszkijnek a Péter–Pál-erőd börtönében írt regénye: Mit tegyünk? (1863).